# José Della Torre

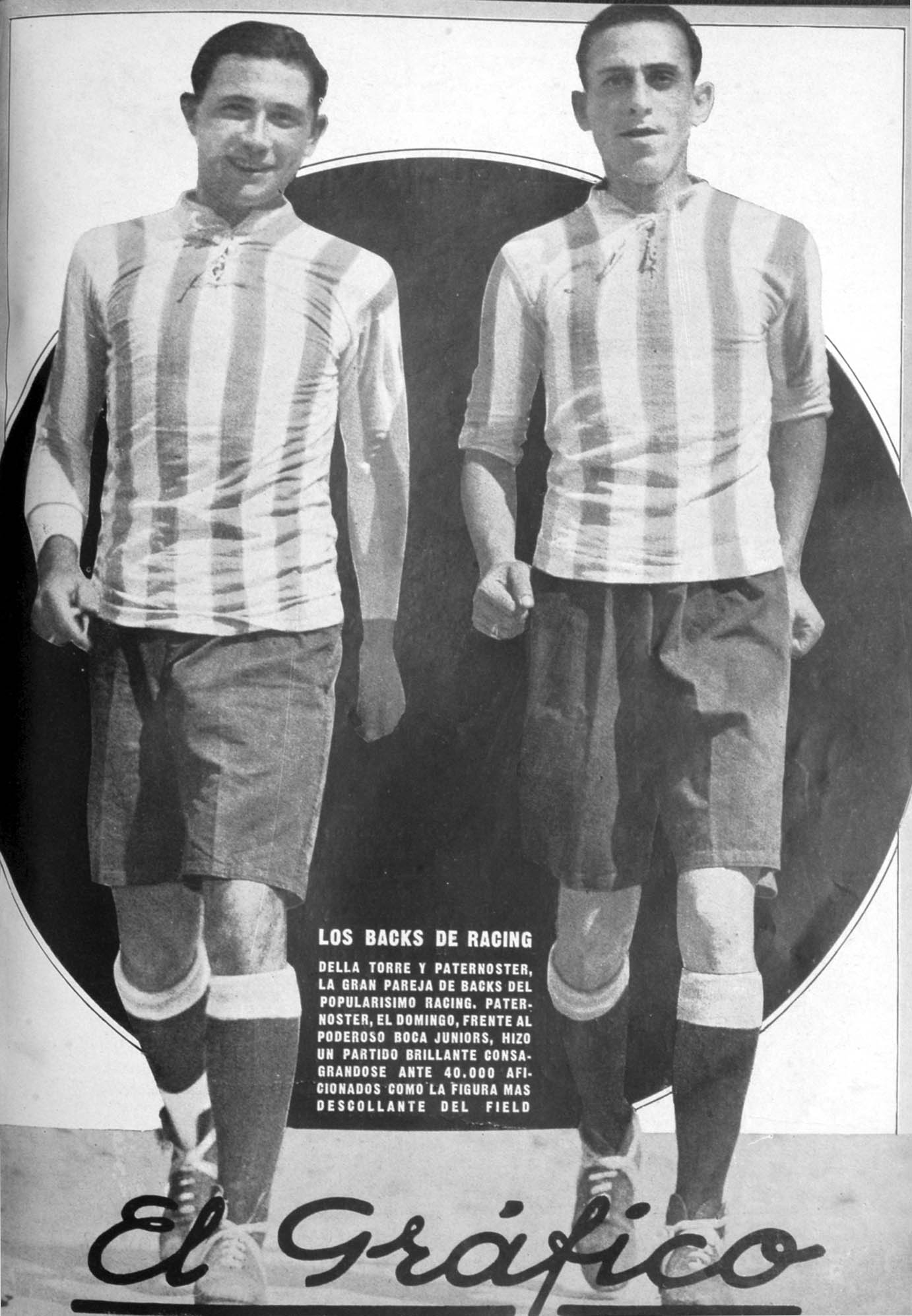
Della Torre y Paternoster en 1929.

José Della Torre (San Isidro, Buenos Aires, 23 de marzo de 1906-Lanús, Buenos Aires, 31 de julio de 1979) fue un futbolista y entrenador argentino. Apodado "Pechito", jugó de defensa en la selección argentina en el Mundial de Fútbol de 1930, que perdió la final por 4-2 ante Uruguay. 
Sus inicios fueron en el club San Isidro, en 1925, en el torneo de la Asociación Amateurs de Football. En 1926 jugó también para Argentino de Quilmes. En 1927 se incorporó a Racing, donde fue campeón de la Copa Beccar Varela en 1932 y de la Copa Competencia en 1933. Entre 1935 y 1936 jugó en Ferro Carril Oeste. En 1937 pasó a Atlanta y en 1939 a América, en Río de Janeiro, donde se retiró como profesional.
Después  convirtió en entrenador de fútbol. En 1958 llevó a Racing Club de Avellaneda a conquistar el Campeonato de Primera división argentino. Ferro Carril Oeste fue el club al que entrenó durante más tiempo: 189 partidos, en tres etapas distintas. También lo hizo en clubes de Brasil, como el propio América, y Chile, como Palestino y Everton, además de la selección argentina que ganó el Torneo Sudamericano de 1959.

## Clubes
| Club                 | País      | Año         |
| -------------------- | --------- | ----------- |
| San Isidro           | Argentina | 1925 - 1926 |
| Argentino de Quilmes | Argentina | 1926        |
| Racing Club          | Argentina | 1927 - 1933 |
| América RJ           | Brasil    | 1934        |
| Ferro                | Argentina | 1935 - 1936 |
| Atlanta              | Argentina | 1937        |
| América RJ           | Brasil    | 1939        |

## Palmarés como jugador
| Competición        | Club        | Año  |
| ------------------ | ----------- | ---- |
| Copa Beccar Varela | Racing Club | 1932 |
| Copa Competencia   | Racing Club | 1933 |

## Participaciones en Copas del Mundo
| Mundial              | Sede    | Resultado  | Partidos | Goles |
| -------------------- | ------- | ---------- | -------- | ----- |
| Copa Mundial de 1930 | Uruguay | Subcampeón | 5        | 0     |

## Palmarés como entrenador

### Campeonatos nacionales
| Competición                | Club        | Año  |
| -------------------------- | ----------- | ---- |
| Primera división argentina | Racing Club | 1958 |

### Campeonatos internacionales
| Título       | Club                | País      | Año  |
| ------------ | ------------------- | --------- | ---- |
| Copa América | Selección Argentina | Argentina | 1959 |